# Roșcov
Roșcovul (în arabă خروب, transliterat: kharrūb, în ebraică חרוב, transliterat: ḥaruv, în greacă χαρουπιά, transliterat: haroubia) [Ceratonia siliqua] este un arbore originar din bazinul Mării Mediterane și face parte din familia fabaceelor.
Fructul roșcovului (Ceratonia siliqua) se numește "roșcovă" și se folosește în alimentația animalelor domestice (în special pentru cai) și într-o măsură mai mică intră în alimentația oamenilor, sub formă de păstaie proaspătă sau uscată și făinuri utilizate mai ales pentru producția de dulciuri.
Semințele de roșcov sunt folosite sub formă de făină în industria alimentară, ca agent de îngroșare (E410) – mai ales pentru înghețatele artizanale – grație proprietăților higroscopice. În trecut, aceste semințe se numeau "carate" și erau folosite pentru a cântări pietrele prețioase, pentru că aveau dimensiune și masă uniforme și o duritate foarte ridicată. Unitatea de măsură "carat" s-a păstrat până în ziua de azi și este echivalentul a 0,2 grame.

## Morfologie
Acest arbore crește, în medie, până la 10 metri înălțime, dar uneori poate atinge chiar și 15 metri. Coroana este semisferică, susținută de un trunchi solid acoperit de o scoarță aspră de culoare brun-cenușie, care dezvoltă ramuri robuste. Frunzele penate de un verde închis au dimensiuni cuprinse între 10 și 20 de centimetri și sunt rezistente la îngheț.

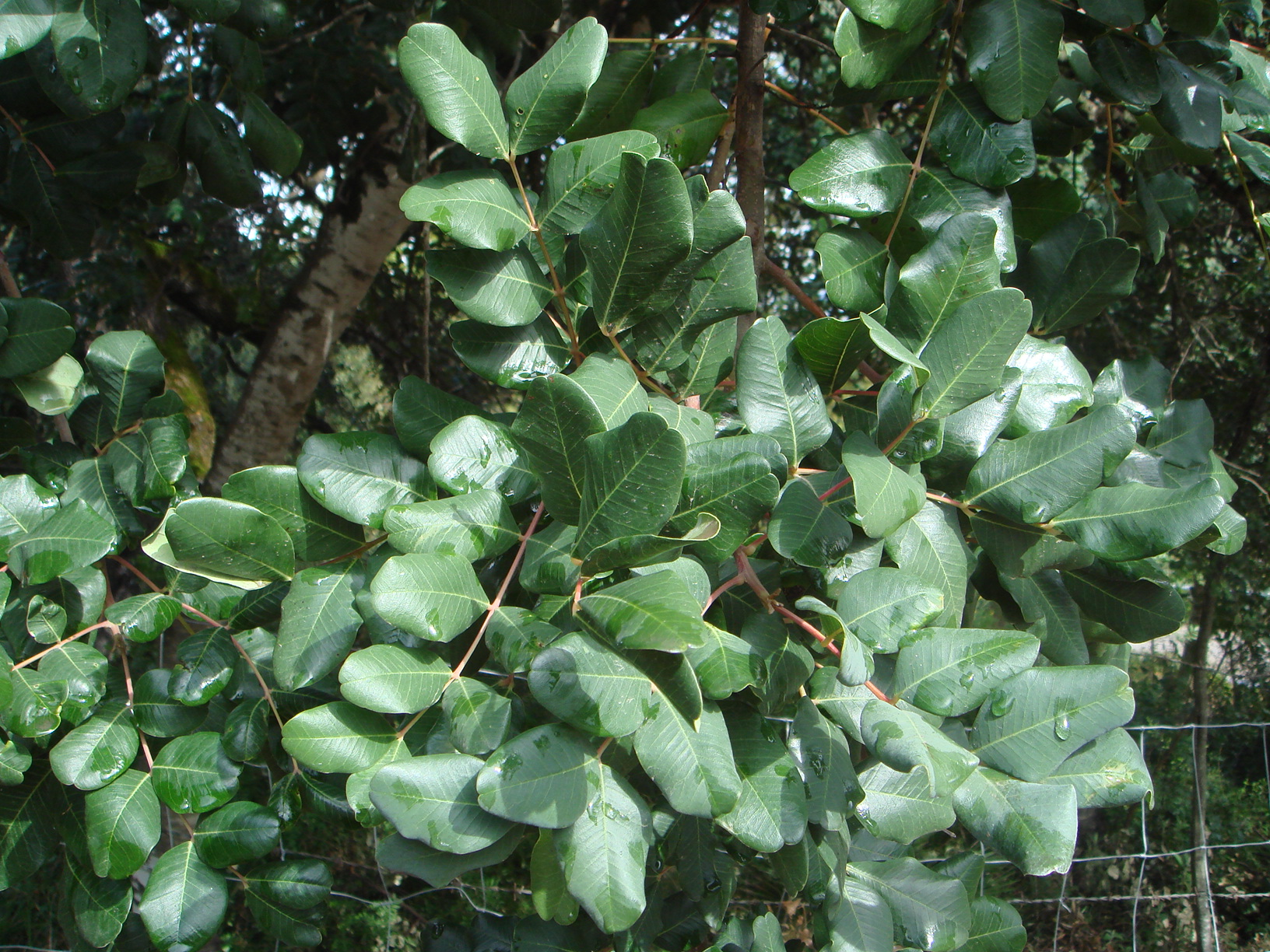
Frunze de roșcov

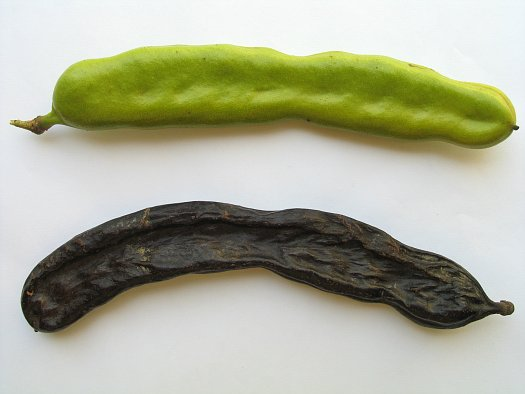
Roșcove. Păstaia verde e crudă (în general, necomestibilă), pe când cea maronie e pârguită.

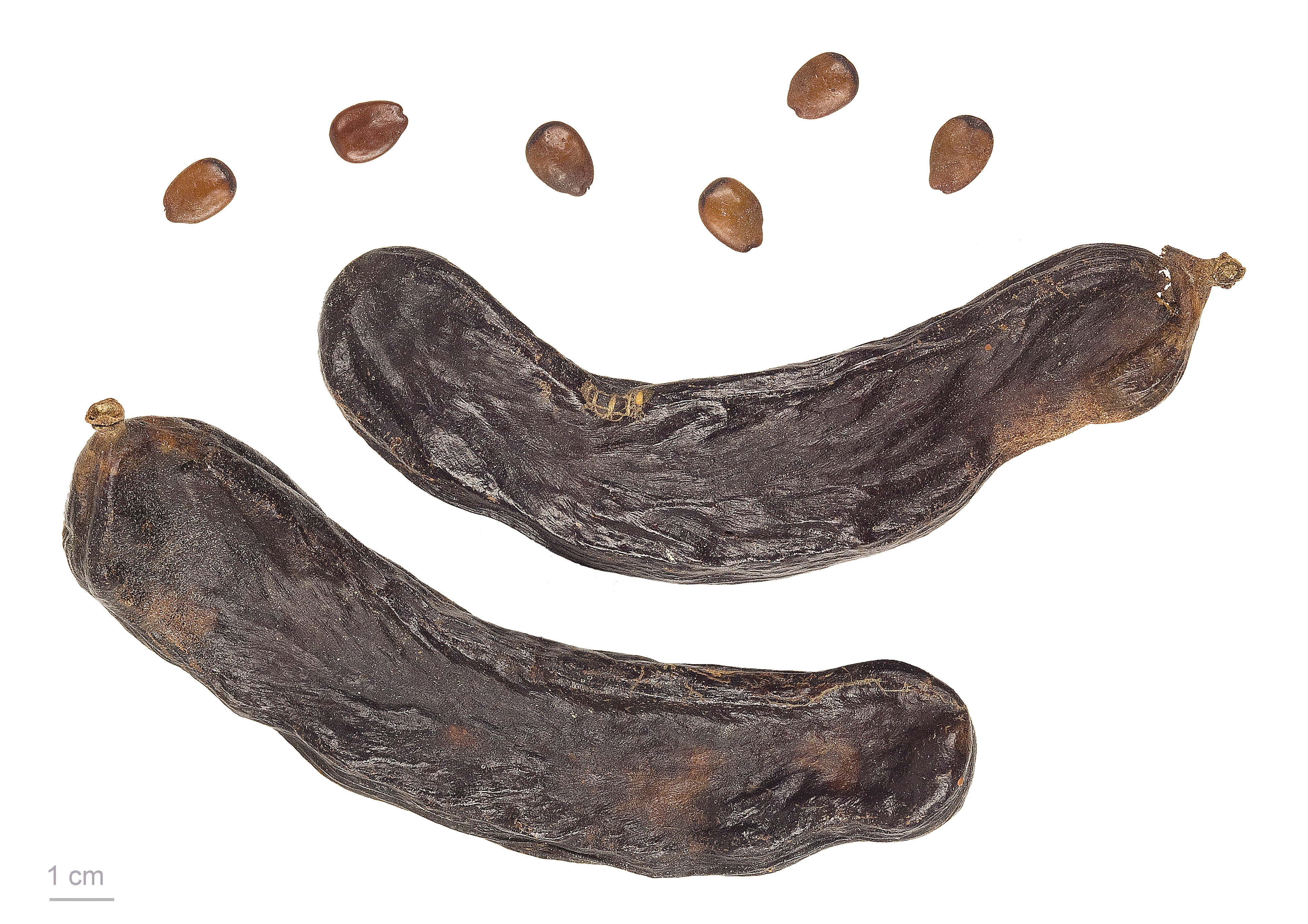
Ceratonia siliqua

Roșcovul este un arbore dioic care înflorește toamna (septembrie-octombrie). Florile sunt mici, de culoare roșie, dispuse într-o inflorescență spiroidală și apar atât pe ramuri, cât și direct pe trunchiul arborelui. Florile mascule produc un miros asemănător cu acel al spermei. Fructul este o păstaie și are nevoie de un an pentru a se dezvolta până la coacere. Păstăile coapte care cad pe pământ sunt consumate de diferite animale care dispersează semințele prin materiile fecale. Fructul roșcovului, numit roșcovă, odată ajuns la maturitate și, eventual uscat sau prăjit, poate fi apt și pentru consumul uman.

## Habitat
Genul Ceratonia aparține fabaceelor și este considerat un reprezentant arhaic al unei familii dispărute. Este bine adaptat climatului temperat și subtropical și tolerează umiditatea și temperaturile ridicate din zonele de coastă. Prezentând caracteristici xerofite, este un arbore bine adaptat condițiilor ecologice din regiunea Mediteranei. De altfel, preferă solurile bine drenate și prezintă intoleranță la zonele saturate în apă. Pe de altă parte, rădăcinile profunde se pot adapta unor compoziții foarte variate ale solului și acceptă destul de bine pământurile sărăturoase.
Deși se credea că roșcovul nu prezenta noduli de fixare biologică a azotului specifici leguminoaselor, recent s-au identificat noduli conținând bacterii din genul Rhizobium.
Cu toate că este cultivat, roșcovul se poate găsi în stare de sălbăticie în regiunile orientale ale bazinului mediteranean, fiind naturalizat în zonele occidentale. Roșcovul este des întâlnit în sudul Portugaliei, în regiunea Algarve, unde este cunoscut sub numele de alfarrobeira pentru arbore și alfarroba pentru fruct. În Spania, arborele se numeste algarrobo, iar fructul algarroba, pe când în Catalonia și zona Valenciei, arborele se numește garrofer iar fructul garrofa. În Malta, fructul se numește ħarruba , iar în Italia carrubo. Numele cel mai comun al păstăii, în Grecia, este χαρουπιά (charoupia), iar în Turcia i se zice keçiboynuzu, ceea ce s-ar traduce "cornul-caprei".

## Utilizare
Păstăile de culoare brun-roșcată, cu gust dulceag, au o ridicată valoare nutrițională (pot fi consumate ca simplu fruct sau pur și simplu folosite in diferite produse de cofetărie); în plus, posedă numeroase proprietăți terapeutice. Roșcovele conțin o cantitate importantă de glucide simple și complexe, mucilagii, pectine, amidon și vitamine. 100 g de făină de roșcove conțin: 220 kcal (920 kJ), 90 g glucide, 40 g fibre alimentare, 4,6 g proteine, 0,6 g lipide, 3,6 g apă, 350 mg Ca, 55 mg Mg, 80 g P, 830 mg K și 8 mg caroten. 
Pulberea din pulpa roșcovelor are efecte antidiareice și de absorbție a toxinelor microbiene. Datorită proprietățiilor astringente, pulberea este utilizată împotriva: diareii, dizenteriei, gastritei și enterocolitei.
Fructul verde s-a folosit în medicina tradițională ca antimicotic, iar guma de caruba, prin conținutul său bogat în lactomanani are un efect sechestrant (formează un gel vâscos care întârzie absorbția de lipide și glucide) ceea ce induce o stare de sațietate (senzație de stomac plin). Guma de caruba mai este folosită și ca adjuvant în cure de slăbire sau tratament preventiv împotriva aterosclerozei.

## Producție
| Producție în tone Date furnizate (FAO) |         |       |         |       |         |
| Țară                                   | 2003    | 2003  | 2004    | 2004  | 2017    |
| Spania                                 | 67.403  | 37 %  | 67.000  | 36 %  |         |
| Maroc                                  | 24.000  | 14 %  | 26.000  | 14 %  | 21.983  |
| Italia                                 | 18.600  | 10 %  | 24.000  | 13 %  | 28.910  |
| Portugalia                             | 20.000  | 11 %  | 20.000  | 11 %  | 41.909  |
| Grecia                                 | 20.000  | 11 %  | 19.000  | 10 %  | 12.528  |
| Turcia                                 | 14.000  | 8 %   | 14.000  | 8 %   | 15.016  |
| Cipru                                  | 7.000   | 4 %   | 7.000   | 4 %   |         |
| Algeria                                | 4.600   | 2 %   | 4.600   | 2 %   |         |
| Liban                                  | 3.200   | 2 %   | 3.200   | 2 %   |         |
| Tunisia                                | 1.000   | 1 %   | 1.000   | 1 %   |         |
| Alte țări                              | 840     | 0,5 % | 840     | 0,5 % |         |
| Total                                  | 182.680 | 100 % | 186.640 | 100 % | 136.540 |